# کراسنودوبروفسک
کراسنودوبروفسک (انگلیسی: Krasnodubrovsk) یک شهرک در شهرستان گافوریسکی استان باشقیرستان کشور روسیه است.